# Балшоара (Валча)
Балшоара (рум. Bălșoara) насеље је у Румунији у округу Валча у општини Мадулари-Беика. Oпштина се налази на надморској висини од 303 m.

## Становништво
Према подацима из 2002. године у насељу је живело 362 становника, од којих су сви румунске националности.